# Gerd Nilsson
Gerd Karin Astrid Lindman Nilsson, född 19 september 1932 i Malmö, död 21 juni 2016 i Stockholm, var en svensk teckningslärare, målare och tecknare.
Hon var dotter till Axel Lindman och Ruth Blom och från 1953 gift med Göran Nilsson. Hon studerade vid Konstfackskolan i Stockholm 1950–1955 och anställdes efter studierna som teckningslärare vid Stockholms folkskolor. Hon medverkade i samlingsutställningar med Skånes konstförening och i Nationalmuseums Unga tecknare samt i Svart och vitt på Konstakademien i Stockholm. Tillsammans med Stig Lasseby skapade hon experimentfilmen Glasprinsessan 1953. Hennes konst består av figurer, porträtt och landskap utförda i olja, akvarell, krita och blyertsteckningar. Gerd Nilsson är gravsatt i minneslunden på Skogskyrkogården i Stockholm.